# Евелін Брент
Евелін Брент (англ. Evelyn Brent, при народженні Мері Елізабет Ріггс, англ. Mary Elizabeth Riggs, 20 жовтня 1899 — 4 червня 1975) — американська акторка німого кіно.

## Біографія
Народилася в родині, де було десятеро дітей. Мати Еліонор померла, коли Евелін була малою. Батько Артур виховував її один. У підлітковому віці вона переїхала до Нью-Йорку. Спочатку навчалася на педагога, а згодом працювала моделлю. Брент розпочала кар'єру на кіностудії у Нью-Джерсі. На кіноекранах вона дебютувала 1915 року у фільмі «Серце намальованої жінки» (англ. The Heart of a Painted Woman).
Евелін Брент померла у себе вдома в Лос-Анджелесі 4 червня 1975 року від серцевого нападу. Її кремували і поховали у Сан-Фернандо. 
За свій внесок в кінематограф відзначена зіркою на Голлівудській алеї слави.

## Особисте життя
Евелін Брент була одружена тричі, дітей не мала.
- Бернерд Фейман (1 листопада 1922 — 16 листопад 1927) — розлучення;
- Гаррі Едвардс (28 листопада 1928 — 10 червень 1947) — розлучення;
- Гаррі Фокс (? — 20 липень 1959) — до його смерті.

## Вибрана фільмографія
- 1915 — Убивство Дена Макгрю / The Shooting of Dan McGrew
- 1916 — Закляття Юкону
- 1917 — До самої смерті
- 1917 — Раффлес, зломщик-любитель
- 1922 — Іспанська шкапа
- 1924 — Вулична Мадонна / Madonna of the Streets
- 1924 — Аризона Експрес
- 1925 — Заборонений вантаж
- 1925 — Леді Робін Гуд
- 1926 — Люби їх і залиш їх
- 1927 — Підземний світ
- 1928 — Останній наказ
- 1928 — Втручання
- 1928 — Мережі зла
- 1929 — Бродвей
- 1929 — Навіщо про це говорити?
- 1930 — Армійський парад
- 1930 — Срібна зграя
- 1931 — Божевільний парад
- 1932 — Хрестоносець
- 1932 — Під сильним тиском
- 1932 — Адвокат для захисту
- 1935 — Будинок на пасовище
- 1936 — Хопелонг Кессіді повертається
- 1937 — Дочка Шанхая
- 1938 — навідниця
- 1941 — Вимушена посадка
- 1941 — Секретний агент Холт
- 1943 — Сьома жертва
- 1948 — Золоте око
- 1957 — Караван возів